# Некрасов, Святослав Александрович
Святослав Александрович Некрасов (12 февраля 1927 года, г. Скопин Рязанской области)  — заместитель генерального директора Балашихинского НПО криогенного машиностроения имени 40-летия Октября, лауреат Государственной премии СССР.
В 1954 г. окончил Всесоюзный заочный  машиностроительный  институт. Работал в Балашихинском НПО криогенного машиностроения имени 40-летия Октября с 1948 по 1985 г., с 1961 по 1980 г. главный инженер, с 1980 по 1985 г. директор машиностроительного завода им.40-летия Октября, заместитель генерального директора.
В 1985—1988 гг. заместитель начальника Главного технического управления Министерства химического и нефтяного машиностроения СССР.
В 1990-е гг. главный консультант по вопросам внедрения прогрессивной технологии и организации производства ОАО «Криогенмаш».
Кандидат технических наук.
Лауреат Государственной премии СССР 1982 года (в составе коллектива) — за создание и освоение серийного выпуска установок КАР-30 и КТК-35 для производства кислорода с целью интенсификации выплавки чугуна и внедрение высокоэффективного кислородно-конвертерного процесса выплавки стали.
Заслуженный машиностроитель РСФСР (1987).
Награжден орденами Трудового Красного Знамени, Октябрьской Революции, медалями, в том числе Золотой медалью ВДНХ.
Умер не ранее 2014 года.